# Claude Luter
Claude Luter  (* 23. Juli 1923 in Paris; † 6. Oktober 2006 in Poissy, Département Yvelines) war ein französischer Oldtime-Jazz- und Tanz-Bandleader, Saxophonist (Sopran) und Klarinettist.

## Leben und Karriere
Luter, 1923 in Paris geboren, spielte zunächst Trompete, bevor er zur Klarinette wechselte. 1938 entdeckte er für sich den New Orleans Jazz. Schon während der Besatzungszeit spielte er in Clubs und auf den damals üblichen „Überraschungs-Partys“ und wurde nach dem Krieg zu einer festen Größe der Pariser Jazz-Szene in St. Germain-des-Prés, gleichzeitig Zentrum der existentialistischen Bewegung. 1946 macht er erste Aufnahmen mit seinem Trio, das regelmäßig im Keller des Hotels Lorientais spielte. 1947 nahm er für das Label Swing (Careless Love Blues) und trat beim Festival in Nizza 1948 mit Louis Armstrong auf und kurz danach mit Buck Clayton, Willie The Lion Smith und Rex Stewart. In den 1950er Jahren hatte er ein eigenes Orchester, mit dem er in der Folge Tourneen in Europa, die USA, Russland und Südamerika unternahm und häufig Sidney Bechet begleitete, von 1949 (Festival in Paris) bis zu dessen Tod 1959 (Aufnahmen zum Beispiel vom 31. Januar 1952 aus dem Salle Pleyel mit dem weltberühmten Petite fleur, 1954 aus dem Olympia). 1951 unternahmen sie gemeinsam eine Nordafrika-Tournee. Aber auch später blieb er ihm verbunden und nahm zum Beispiel 1964 dessen Ballettmusik „La colline du delta“ auf. 1960 spielte er mit Barney Bigard. Danach führte er bis zu seinem Tod seine eigene Band, mit der er u. a. an den Feiern zu Louis Armstrongs 70. Geburtstag und 1997 zum 100. Geburtstag von Sidney Bechet in New Orleans teilnahm. Bis Ende 2005 spielte er zweimal monatlich im Pariser Jazzclub „Le Petit Journal“.
Er starb 2006 in einem Krankenhaus in Poissy nahe Paris an den Spätfolgen eines Sturzes. Er war mit Annie Luter verheiratet und hatte zwei Kinder, darunter den 1953 geborenen Trompeter Eric Luter, der seine Band weiterführte.